# Státhis (Kilkís)
Státhis, en grec moderne : Στάθης, est un village du dème de Péonie, dans le district régional de Kilkís, en Macédoine-Centrale, Grèce. 
Selon le recensement de 2011, la population du village compte 398 habitants.